# Трнов венац
Христов трнов венац је хришћанска реликвија која представља венац у облику круне исплетен од биљних грана са трњем (трн), који су, према Јеванђељу, римски војници поставили на главу Исуса Христа приликом његовог страдања.

## Јеванђелски наратив
Три јеванђелиста пишу о стављању трнове круне на Исуса Христа:
...и саткавши венац од трња, метну му је на главу и дадоше Му трску у десну руку; и, клечећи пред Њим, ругаху Му се говорећи: Здраво, Царе Јудејски! (Мт. 27:29)
...и обукоше Га у скерлет, и саткаше венац од трња, и положише га на Њега (Мк. 15:17)
И војници плету вијенац од трња, метну му је на главу, и обукоше Га у скерлетну хаљину (Јн. 19,2)
У канонским Јеванђељима не пише о томе када је скинут трнов венац. Неки уметници сликају Исуса Христа на крсту трновом круном.

## У средњем веку
У почетку се трнова круна чувала у Јерусалиму, али је 1060-их пренета у Цариград. Никола Месарит, митрополит Ефески (12. – почетак 13. века) – теолог, црквени и државник извештава да је 1201. године у Цариграду, у храму Богородице – у цркви, намењеној за свакодневну литургију у присуству цара и његове породице, као и за свечана богослужења 1. дана у години, 1. маја, на дан сећања на пророка Илију, на Велики четвртак. а на Велику суботу износиле су се следеће мошти: круна Христова, туника Христова, штап Христов, бич Његовог бичевања, свети ексер, Лонгиново копље, делови обуће Христове (донео је цар Јован Цимискије из Палестине 975. године).
Током Четвртог крсташког рата, Цариград је опљачкан 1204. године. Реликвије које су се налазиле у њему крсташи су однели, укључујући и Трнову круну. Луј IX Свети је 1239. године купио круну, према неким изворима, за огромну суму од 135 хиљада ливра у то време од латинског цара Балдуина II. Тачније, Балдуин II је заложио трнову круну Млечанима, од којих ју је откупио Луј. Године 1239, током процесије у Сенсу, Луј Свети и његов брат Роберт д'Артоа, боси и у једноставним кошуљама, носили су светилиште са трновом круном. Тада је Трнова круна допремљена у Париз, где су касније донете честице Часног крста, Лонгиново копље и други предмети који су сведочили о Старом и Новом завету. За чување светих моштију Луј Свети је наредио изградњу посебне цркве, Саинт-Капелле, у Паризу (капела краљевске палате, темељ је постављен 1242. године) и исте 1239. године привремено је поставио круну од трња у градску катедралу. Године 1246. Трнова круна је премештена у капелу Саинте-Цхапелле.
У делу „Трактат о реликвијама“, који је 1543. године написао протестант Жан Калвин и који је касније објављен више пута, пише да је било толико делова трнове круне да бисте, ако би се сакупили, добили више од четири круне. То су били: трећи део круне у Саинте-Цхапелле у Паризу; три трна у римској цркви Светог крста; много трња у римској цркви Светог Евстахија; много трња у Сијени; један трн у Вићенци; пет трна - у Буржеу; у Безансону, у цркви Светог Јована - три; Мон-Ројал (франц. Монт-Роиал (Сарреинсберг)) - три; у катедрали Овиедо у Шпанији; до катедрале Светог Јакова у Галицији – два; у Албију - три; у Тулузу; Маконе; Шару (Вијен) у Поату; у базилици Нотр-Даме де Клери-Саинт-Андре; Саинт-Флоур (Кантал); Саинт-Макимин-ла-Саинте-Бауме у Прованси; у фр. л'аббаие де ла Салле; у парохијској цркви Светог Мартина у Нојону.

## У савремено доба
Током Француске револуције 18. века, након пожара у капели Саинте-Цхапелле, круна од трња је премештена у Националну библиотеку Француске. Враћена је у цркву од стране Наполеона. Године 1806. круна је постављена у сакристију катедрале Нотр Дам.
Реликвија, поштована као Трнова круна Господња, која представља читаву круну, стално се налази у Паризу, у катедрали Нотр Дам. Реликвија се износе на поклоњење сваког првог петка у месецу, сваког петка током Великог поста и на Велики петак.
Током пожара у Саборном храму 15. априла 2019. године, Трнова круна је изнета из катедрале и премештена у париску градску кућу.
1. ↑  „ТЕРНОВЫЙ ВЕНЕЦ • Большая российская энциклопедия - электронная версия”. old.bigenc.ru. Приступљено 2024-09-06.
2. ↑  Aleksiĭ, ур. (2001). Pravoslavnai︠a︡ ėnt︠s︡iklopedii︠a︡. Moskva: T︠S︡erkovno-nauchnyĭ t︠s︡entr "Pravoslavnai︠a︡ ėnt︠s︡iklopedii︠a︡". ISBN 978-5-89572-006-6. OCLC ocm46632361.
3. ↑  Bradbury, Jim (2007-02-27). The Capetians: Kings of France 987-1328 (на језику: енглески). Bloomsbury Publishing. ISBN 978-0-8264-3514-9.
4. ↑  Moureau, François (2008-09-17). „Jean Vittet , Tapis de la Savonnerie pour la chapelle royale de Versailles , Paris, Éditions de la Réunion des Musées nationaux, 2006, 63 p. + ill.”. Dix-huitième siècle. n° 40 (1): CLXIX—CLXIX. ISSN 0070-6760. doi:10.3917/dhs.040.0703fm.
5. ↑  „Терновый венец Спасителя”. hrono.ru. Приступљено 2024-09-06.
6. ↑  „Jean Calvin: Le traité des reliques (de saint Pierre, Paul, Jean, Michel,..)”. www.info-bible.org. Приступљено 2024-09-06.
7. ↑  „Reliques de la passion et Saint Louis - Cathédrale Notre-Dame de Paris”. Notre-Dame de Paris (на језику: француски). Архивирано из оригинала 16. 06. 2024. г. Приступљено 2024-09-06.
8. ↑  „Notre Dame Cathedral fire cause: "Computer glitch" may be behind Notre Dame Cathedral fire, rector says today - live updates”. www.cbsnews.com (на језику: енглески). 2019-04-19. Приступљено 2024-09-06.